# UnderRail
UnderRail est un jeu vidéo de rôle développé et édité par Stygian Software, sorti en 2015 sur Windows. Il est sorti en accès anticipé en 2012.

## Accueil
- Destructoid : 7,5/10[1]
- Rock, Paper, Shotgun : « ...il y a les germes de quelque chose de grand dans ce jeu. »[2]